# Estate in città (singolo)
Estate in città è un brano musicale del rapper italiano Marracash del 2008, pubblicato come secondo singolo estratto dall'album Marracash del 2008.
Il brano inizia con alcune citazioni di alcuni brani degli anni sessanta. In una intervista al TGcom, Marracash ha dichiarato in merito alle canzoni di quegli anni: "Sono struggenti, un po' come lo sono io, in fondo". Nel brano il rapper fa uso dell'Auto-Tune.
Del brano è stato prodotto anche un remix che figura il featuring di Daniele Vit e la produzione di Big Fish.

## Tracce
Download digitale
1. Estate in città - 2:46